# Je l'aimais (film)
Pour plus de détails, voir Fiche technique et Distribution.

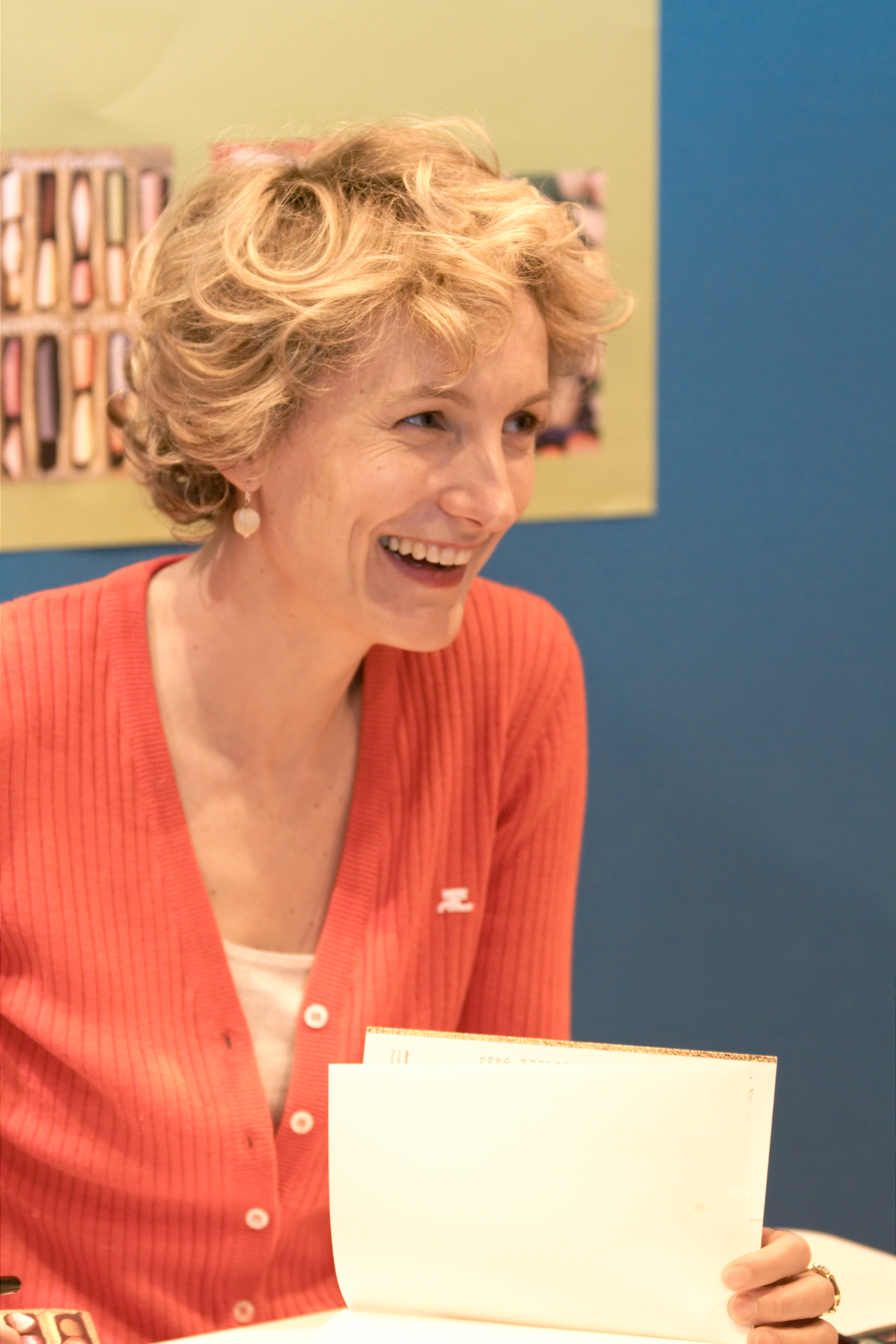
Anna Gavalda

Je l'aimais est un film français, d'après le roman éponyme d'Anna Gavalda paru en 2002 et réalisé par Zabou Breitman, sorti en 2009.

## Synopsis
Dévastée par sa rupture après sept ans de mariage, Chloé (Florence Loiret Caille) se réfugie avec ses deux enfants chez ses beaux-parents, Pierre (Daniel Auteuil) et Suzanne (Christiane Millet).
Pierre l'emmène dans la foulée loin de Paris, dans le chalet familial, au cœur de la montagne, pour qu'elle se change les idées et retrouve le moral.
Pierre est calme, discret, assez taciturne, il ne parle presque pas.
Chloé reste effondrée, déprimée.
Les jours passent sans qu'elle soit vraiment là, sans vraiment voir ses enfants, pourtant la vie va devoir reprendre, les enfants vont devoir retourner à l'école et revoir leur père.
Un soir, Chloé craque, elle s'emporte, regrettant cette belle-famille dans laquelle il ne faut pas faire de bruit, d'avoir elle-même laissé son mari la quitter sans faire de bruit, sans se battre, sans parler.
Pierre encaisse, puis, lui si peu bavard et pudique d'habitude, va lui raconter au coin du feu son infidélité passée.
Il va tout lui dire sur celle qu'il considère toujours comme son seul et véritable amour : Mathilde (Marie-Josée Croze), jeune interprète internationale.
Spontanément et étonnamment, en une nuit, Pierre raconte à Chloé ce grand secret qui le hante depuis vingt ans.
Il lui conte son histoire d'amour, celle qui l'a rendu vivant, lui qui, comme il le dit, ne se croyait pas doué pour la vie.
Auprès de Mathilde, il vit le vrai amour, il devient un autre homme.
Pierre dévoile toutes ses peurs, ses doutes, ses souffrances que Chloé écoute fascinée, autant que perturbée.
Cette histoire a mis Pierre face à lui-même, à ses contradictions et à ses choix, à son rôle d'homme et à ses manques.
Le secret de cet amour pour Mathilde, Pierre n'en avait jamais parlé.
Mais cette nuit, dans l'intimité de ce chalet, Pierre se rappelle qu'il n'a pas tout abandonné pour cet amour, choisissant une route plus sûre et plus connue, celle de son mariage.
En une nuit s'expose la vie d'un homme qui n'a pas osé.

## Fiche technique
- Titre : Je l'aimais
- Réalisation : Zabou Breitman

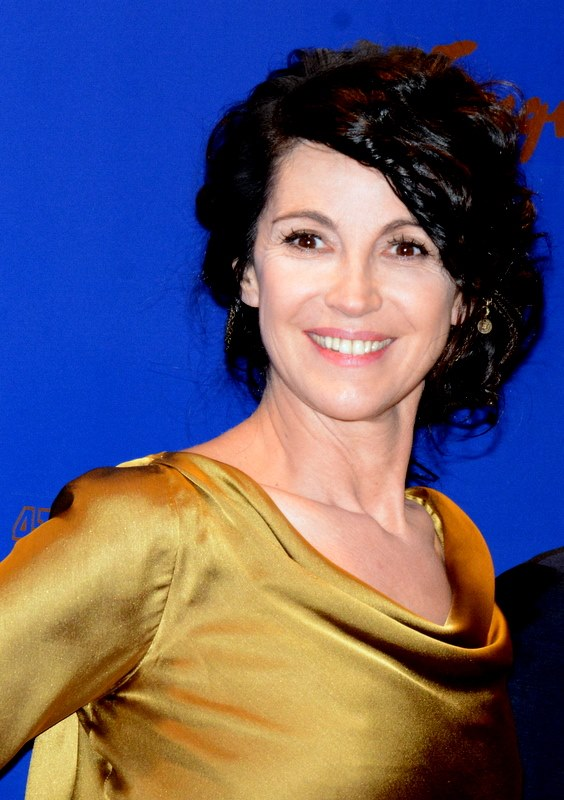
Zabou Breitman

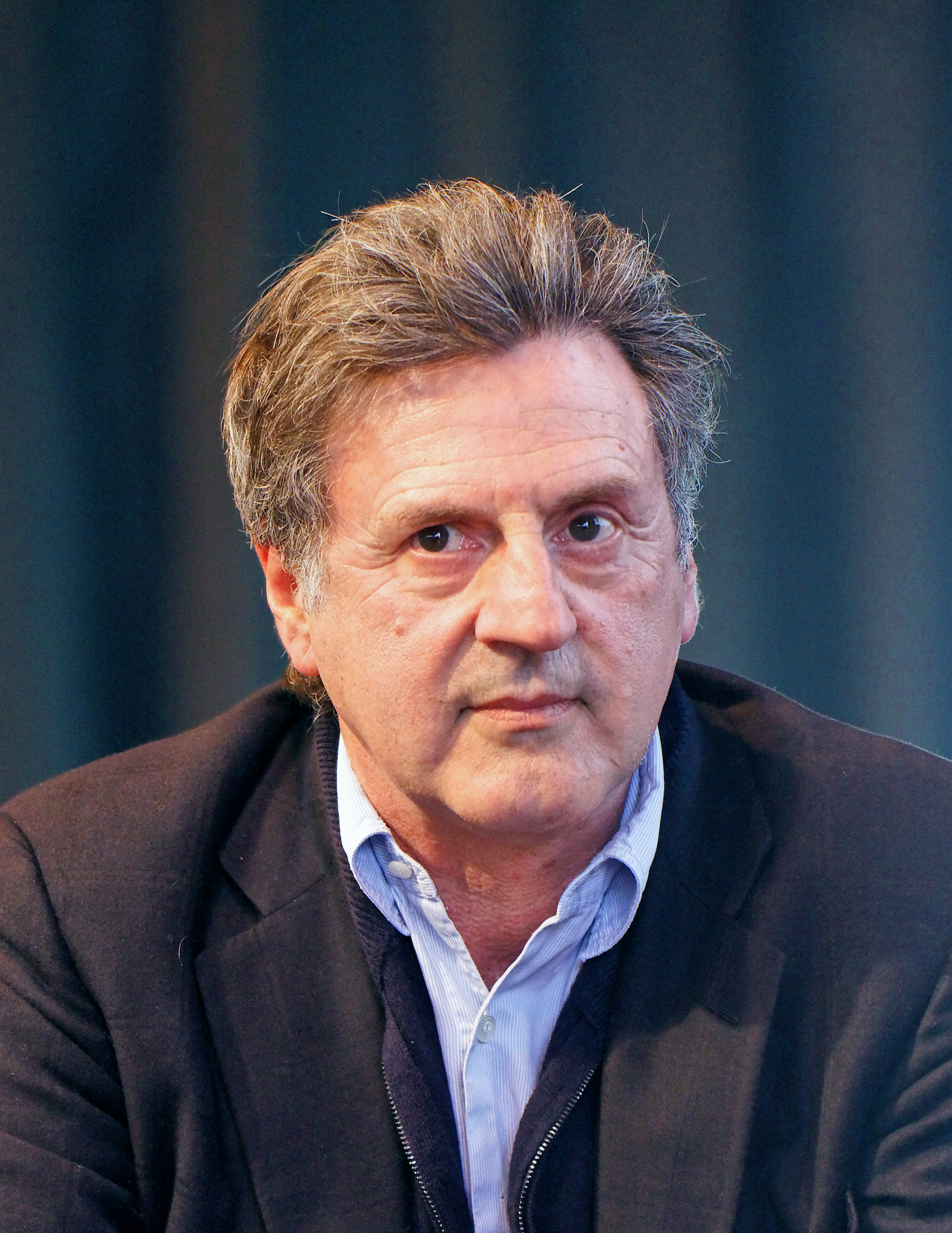
Daniel Auteuil

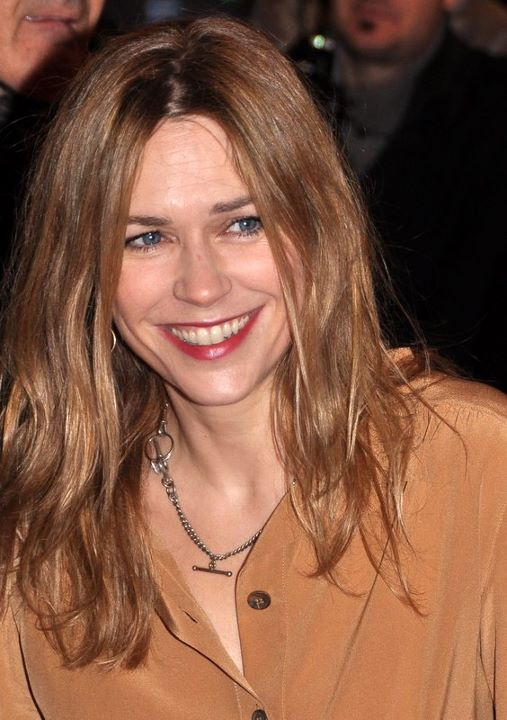
Marie-Josée Croze

- Scénario : Zabou Breitman et Agnès de Sacy, d'après le roman éponyme d'Anna Gavalda
- Photographie : Michel Amathieu
- Montage : Frédérique Broos
- Ratio : 1.85:1
- Musique : Krishna Levy (chanson Run and Hide interprétée par Anna Chalon, fille de la réalisatrice)
- Production : Fabio Conversi
- Société de production : Babe Film et Banana Films en association avec Cinémage 3
- Distribution :  France : SND
- Pays :  France
- Dates de sortie :
  -  Allemagne : 7 février 2009 (European Film Market)
  -  France,  Belgique : 6 mai 2009
- Box Office France : 729 684 entrées[réf. nécessaire]

## Distribution
- Daniel Auteuil : Pierre
- Marie-Josée Croze : Mathilde
- Florence Loiret Caille : Chloé
- Christiane Millet : Suzanne Houdard
- Geneviève Mnich : Geneviève, la secrétaire
- Winston Ong : M. Xing
- Olivia Ross : Christine
- Antonin Chalon : Adrien
- Clémentine Houée : Marion
- Woon Ling Hau : Miss Li
- Ludovic Pinette : Jacques
- Jonathan Cohen : Serveur pizzeria
- William Gay : Agent immobilier 2
- Olivier Saint-Jours : Adrien adulte
- Delphine Théodore : Intérimaire
- Mark Dugdale : Tom
- Christophe Carrière : Marc

## Musique
Sauf indication contraire ou complémentaire, les informations mentionnées dans cette section proviennent du générique de fin de l'œuvre audiovisuelle présentée ici.
- Normandie Lounge - Robert Benzrhiem
- Baby leave me - Frédéric Vitani